# Kao the Kangaroo (відеогра, 2022)
Kao the Kangaroo — відеогра 2022 року в жанрі платформера, розроблена та випущена польською студією Tate Multimedia у травні 2022 року для Microsoft Windows, Xbox One, Xbox Series X/S, PlayStation 4, PlayStation 5 і Nintendo Switch. Це четверта частина франшизи Kao the Kangaroo, перезавантаження серії, і перша гра, випущена після Kao the Kangaroo: Mystery of the Volcano у 2005 році.

## Ігровий процес
Kao the Kangaroo — це тривимірний платформер від третьої особи, де гравці керують кенгуру Као, який пересувається і стрибає через перешкоди та підвісні платформи у різноманітних середовищах. Він може атакувати ворогів, використовуючи свої боксерські рукавички, а також досліджувати приховані місця для пошуку колекційних предметів.

## Сюжет
У світі антропоморфних тварин боєць-кенгуру, на ім'я Као, вирушає в подорож на пошуки своєї зниклої сестри Каї та розкриття таємниці давно втраченого батька Кобі. Для цього він повинен битися з відомими «майстрами бою», які перебувають під впливом темної сили, і врешті-решт зіткнутися з могутнім Вічним Воїном, який загрожує рівновазі у світі.

## Сприйняття

### Огляди
| Агрегатор  | Оцінка                                                      |
| ---------- | ----------------------------------------------------------- |
| Metacritic | NS: 65/100 PC: 69/100 PS5: 63/100 XONE: 70/100 XSXS: 69/100 |

| Видання               | Оцінка     |
| --------------------- | ---------- |
| Destructoid           | 7/10       |
| Game Informer         | 6/10       |
| Gamezebo              | 2.5/5      |
| Hardcore Gamer        | 3/5        |
| IGN                   | 7/10       |
| Nintendo Life         | 7/10 зірок |
| Nintendo World Report | 7/10       |
| Push Square           | 6/10 зірок |
| Shacknews             | 6/10       |

Kao the Kangaroo отримала «змішані або середні» відгуки, згідно з агрегатором рецензій Metacritic.
Destructoid оцінив гру на 7 з 10 і високо оцінив її масштаб, дизайн персонажів, художній стиль, управління, дизайн рівнів і сценічні декорації, хоча й висловив незначні зауваження до сюжету та озвучення.
Game Informer поскаржився на складність гри, надмірний дизайн світу, здібності та технічні проблеми, несприятливо порівнюючи її з франшизами Mario, Crash Bandicoot та Ratchet & Clank. 
Hardcore Gamer вважає, що дизайн рівнів був «легко найбільшою родзинкою», але так само назвав озвучення, саундтрек і баґи гри її основними недоліками.
IGN оцінив гру на 7 з 10 балів, зазначивши, що Kao the Kangaroo не намагається бути надто вигадливою, поєднуючи барвисту естетику та безтурботний гумор, які допомагають їй пройти через ті частини, де вона здається неоригінальною.
Nintendo Life високо оцінив дизайн рівнів, бої, колекційні предмети та персонажів, але заявив, що камера та продуктивність гри були на низькому рівні.
Push Square визнав гру пристойним 3D-платформером з кумедними здібностями рукавичок, приємно простим дизайном, приємною музикою та візуальними ефектами, але вважав, що презентація була недбалою, з глюками, часом незграбним ігроладом, поганим сценарієм та неадекватною озвучкою.
Shacknews були в захваті від дизайну персонажів, візуальних ефектів, почуття гумору та бою в рукавичках, але розкритикували вигулькні вікна, проблеми з продуктивністю, баґи в ігроладі, озвучення, ігрову камеру та візуальне оформлення.
Pure Xbox визнав гру кращою, ніж очікувалося, з веселим платформером і приємними боями, але вважав, що в цілому вона відчувається малобюджетною, незграбною і часом розчаровує.